# Čahura
 Ovo je glavno značenje pojma Čahura. Za druga značenja pogledajte Čahura (razdvojba).
Čahura (eng. cartridge) je dio metka koji služi za smještaj barutnoga punjenja i povezivanje ostalih dijelova metka (zrno i upaljač) u jednu cjelinu. Zatvara cijev pri ispaljenju i štiti ležište metka od toplinskog i kemijskog djelovanja barutnih plinova, a barutno punjenje od utjecaja vlage i oštećenja. Izrađuje se od čelika, mjedi ili drugih slitina. Svaka čahura ima udarno-osjetljivu ili električno-osjetljivu kemijsku mješavinu u upaljaču (fitilju) koji je većinom bijele boje i nalazi se ispod prstena (diska) čahure. Čahura koji sadrži barut, ali nema metka naziva se ćorak.